# شارمین کار
شارمین کار (انگلیسی: Charmian Carr؛ زادهٔ ۲۷ دسامبر ۱۹۴۲ - درگذشته ۱۷ سپتامبر ۲۰۱۶) یک هنرپیشه اهل ایالات متحده آمریکا بود. وی از سال ۱۹۶۵ تا ۲۰۱۶ میلادی مشغول فعالیت بود.
از فیلم‌ها یا برنامه‌های تلویزیونی که وی در آن نقش داشته است می‌توان به اشک‌ها و لبخندها اشاره کرد. وی در فیلم اشک‌ها و لبخندها (آوای موسیقی) نقش لیسل دختر بزرگ وان تراپ را بازی می‌کرد.